# Amphipoea americana
Amphipoea americana är en fjärilsart som beskrevs av Adolph Speyer 1875. Amphipoea americana ingår i släktet Amphipoea och familjen nattflyn. Inga underarter finns listade i Catalogue of Life.